# 에티오피아흰발쥐
에티오피아흰발쥐(Stenocephalemys albipes)는 쥐과에 속하는 설치류의 일종이다. 에리트레아와 에티오피아에서 발견된다. 자연 서식지는 아열대 또는 열대 기후 지역의 습윤 산지림과 고지대 관목 지대이다.